# Wolfgang Harich
Wolfgang Harich (Königsberg, 3 de desembre de 1923 - Berlín, 15 de març de 1995) va ser un filòsof i periodista alemany.
Desertor de l'exèrcit alemany en la Segona Guerra Mundial i membre del Partit Socialista Unificat d'Alemanya, Harich va esdevenir professor de filosofia a la Universitat Humboldt el 1949. Va ser arrestat el 1956 i condemnat a deu anys de presó per «formar. part d'un grup contrarevolucionari». Va ser alliberat el 1964, després de vuit anys, i va ser rehabilitat el 1990. El 1994 es va incorporar al Partit del Socialisme Democràtic.
La seva tomba es conserva al cementiri protestant Friedhof III der Jerusalems-und Neuen Kirchengemeinde a Berlín-Kreuzberg, al sud de Hallesches Tor.

## Joventut i formació
Wolfgang Harich va néixer a Königsberg, Prússia de l'Est, el 9 de desembre de 1923, en una família de classe alta. El seu pare era l'escriptor Walter Harich i la seva mare era Anne-Lise Wyneken, filla d'Alexander Wyneken, editor en cap del diari Königsberger Allgemeine Zeitung.
Harich va estudiar filosofia a la Universitat Humboldt de Berlín Est amb Nicolai Hartmann i Eduard Spranger, graduant-se el 1951. Abans dels seus estudis finals a Humboldt, va entrar al Kammer Der Kunst Schaffenden, Departament d'Artistes Creatius, el juny de 1945 com a assistent personal de Paul Wegener. Aquesta experiència li va permetre considerar-se com una dels millors crítics de teatre de Berlín. Va començar a impartir conferències el 1949 sobre filosofia marxista i el 1952 es va ser promogut professor de filosofia de la Universitat. Harich es va donar a conèixer com una de les veus més representatives en els debats de la postguerra a Alemanya. Creia fermament en unir l'Alemanya desgastada per la guerra.

## Activitats polítiques i culturals
Harich era, a la vegada, un comunista convençut i ecologista. Es va unir al Kommunistische Partei Deutschlands (KPD), el Partit Comunista d'Alemanya, i després es va unir al Sozialistische Einheitspartei Deutschlands (SED), el Partit Socialista Unificat d'Alemanya, que més tard es va convertir en el partit governant de la República Democràtica Alemanya (RDA), el 1946.
Quan tenia vint anys, Harich va ser reclutat per la Wehrmacht, però va desertar i es va unir a un grup antinazi, ERNST, el 1944. Descobert, va ser jutjat i empresonat a Torgau. Al final de la guerra treballà com crític literari i teatral al Kurier de Berlín occidental (1945-1946), al Täglicher Rundschau (1946-1950) a Berlín oriental i al quinzenal Neue Welt. Es va convertir en redactor en cap de la revista Deutsche Zeitschrift für Philosophie juntament amb Arthur Baumgarten, Ernst Bloch i Karl Schroter el 1953. Va treballar contra els postulats de l'escolàstica oficialista i per rehabilitar la lògica formal a l'Acadèmia de les Ciències de la República Democràtica d'Alemanya. Compaginà aquestes tasques amb el seu treball de lector de l'editorial Aufbau, on s'ocupà de reeditar les obres completes de Lessing, Herder, Goethe, Schiller, E.T.A. Hoffmann, Heine i altres. Les autoritats soviètiques s'adonaren de la seva capacitat intel·lectual i li confiaren la tasca de retornar a la normalitat la vida cultural al Berlín oriental de postguerra. En aquesta comesa Harich va ser un dels responsables de convèncer les autoritats de la RDA de la importància que Brecht retornàs a Berlín i que ho fes al Berlín est, tot i que llavors els responsables de cultura ja consideraven que Brecht tenia «teories formalistes i decadents».

## Condemna i empresonament
Va ser un ferm estalinista fins a principi dels anys 1950. Va escriure en un llibre de memòries que recordava «plorar en un oceà de llàgrimes davant la mort d'Stalin». No obstant això, amb el temps va passar a voler una Alemanya socialista, democràtica, neutral i unida. Les seves creences i principis van ser refermats per la pròpia evolució ideològica i es va interessar sobretot per la filosofia marxista. Harich estava buscant una tercera via entre l'estalinisme i el capitalisme, volia un socialisme humanista en una Alemanya reunificada. Va establir contactes amb els seus amics a Alemanya Occidental per argumentar que la RDA hauria de fer reformes per afavorir la reunificació. Les seves àmplies propostes de reforma van representar l'únic intent fet des del partit governant a la RDA per a la reestructuració interna, abans que s'esfondrés el sistema. Va defensar eleccions lliures, l'admissió del pluralisme i la dissolució de la Stasi, la policia secreta del general Erich Mielke. Coincidint amb Bloch i Lukács, Harich va criticar l'estalinisme i va creure necessari renovar el marxisme des d'un punt de vista humanista i ecologista.
El juny de 1953, en produir-se l'aixecament del Berlín est, Wolfgang Harich, com molts d'altres comunistes alemanys, veié motius legítims en la insurrecció dels treballadors de la construcció. A partir d'aquí començà a pensar en la possibilitat de posar en marxa «un titisme tolerat i promocionat per la URSS». Una idea que Brecht li va voler llevar del cap, però la relació entre ells dos es va deteriorar després que el dramaturg seduís l'esposa de Harich, l'actriu Isot Kilian, de la que es va divorciar el 1955. Va trobar suport entre els seus companys de l'editorial Aufbau i, en especial, en el seu editor en cap Walter Janka, veterà de les brigades internacionals. El seu plantejament, que vendria a ser «una via alemanya al socialisme» era un projecte per a les dues alemanyes, a partir d'un procés de reunificació.
Harich va elaborar un document i va presentar les seves idees l'octubre-novembre de 1956 a Georgy Pushkin, l'ambaixador soviètic, i a Walter Ulbricht, el primer secretari del Partit Socialista Unificat d'Alemanya. Aquesta presentació i la seva famosa loquacitat el van portar a ser condemnat per conspiració contrarevolucionària, acusat de formació d'un grup enemic en nom de l'SPD d'Alemanya Occidental, i va ser qualificat de revisionista. Va ser arrestat el 29 de novembre de 1956, acusat el març de 1957 i sentenciat a presó per deu anys el juliol de 1957. Va romandre a la presó fins que va ser alliberat el desembre de 1964. Harich va estar reclòs en cel·la d'aillament durant més de set anys, la qual cosa va suposar un gran pes en la seva salut mental, i li va ocasionar depressió i marejos greus.
Després de ser alliberat de la presó, inhabilitat per 25 anys de tornar impartir classes a la universitat, malgrat tot se li va permetre reprendre la seva tasca editorial i de recerca literària anterior, i es va convertir en editor de l'Akademie Verlag a Berlín el 1965, tot i que els tribunals van trigar 33 anys a considerar-lo rehabilitat, l'abril de 1990. Harich es va centrar en problemes polítics més relacionats amb el medi ambient en els anys setanta. El 1975 va dur a terme una campanya al servei de la protecció del medi ambient, amb l'esperança de canviar el sistema. Va emigrar a Àustria el 1979, es va traslladar a Alemanya Occidental el 1980 i va tornar a Besseres Deutschland el 1981. També, després de die Wende (canvi) a Alemanya el 1989, va esdevenir president de l'Alternative Enquete Komission (AEK) que va dur a terme investigacions sobre el passat de la RDA i es va alinear amb els autoproclamats comunistes reformistes de Mikhail Gorbachov després de 1990. Va tenir un atac de cor el juliol de 1960, però es va recuperar. El 15 de març de 1995 va morir, als 71 anys.

## Obra
Harich va aconseguir tenir una reputació des de molt jove. Va seguir els passos del seu pare i va ser un estudiós de Jean Paul, escrivint dos llibres sobre l'epistemologia i la visió poètica de Paul, que probablement són la seva millor investigació. Harich també va rebre el prestigiós Premi Heinrich Mann per a l'edició i el periodisme, conferit per l'Acadèmia de Belles Arts de la RDA. Després de la seva detenció, Der Spiegel va dedicar la seva portada a Harich el 1956, afirmant que els intel·lectuals alemanys occidentals el tenien molt en compte i deia: «malgrat la seva joventut, probablement és l'únic intel·lectual de la RDA capaç de qüestionar la base actual de l'estat comunista, i la doctrina de l'estalinisme fossilitzada». Fins i tot el van qualificar com «un fenomen intel·lectual» i «un intel·lecte pur amb dos peus».
Al llibre Crítica de la impaciència revolucionària (1969)', va dur a terme una crítica del que anomenà neoanarquisme en resposta als germans Cohn Bendit. En la dècada de 1970, Harich va publicar El comunisme sense creixement: Babeuf i el club de Roma.
- Rudolf Haym und sein Herderbuch. Beiträge zur kritischen Aneignung des literaturwissenschaftlichen Erbes. Berlin: Aufbau-Verlag, 1955
- Jean Pauls Kritik des philosophischen Egoismus. Belegt durch Texte und Briefstellen Jean Pauls im Anhang. Frankfurt: Suhrkamp Verlag, 1968
- Zur Kritik der revolutionären Ungeduld. Eine Abrechnung mit dem alten und dem neuen Anarchismus. Basel: Edition Etcetera, 1971
- Jean Pauls Revolutionsdichtung. Versuch einer neuen Deutung seiner heroischen Romane. Berlin: Akademie-Verlag, 1974
- Kommunismus ohne Wachstum? Babeuf und der »Club of Rome«. Sechs Interviews mit Freimut Duve und Briefe an ihn. Reinbek bei Hamburg: Rowohlt, 1975
- Keine Schwierigkeiten mit der Wahrheit. Zur nationalkommunistischen Opposition 1956 in der DDR. Berlin: Dietz Verlag, 1993
- Nietzsche und seine Brüder. Schwedt: Kiro, 1994
- Ahnenpass. Versuch einer Autobiographie. Berlin: Schwarzkopf & Schwarzkopf, 1999
- Nicolai Hartmann. Leben, Werk, Wirkung. Würzburg: Königshausen und Neumann, 2000
- Nicolai Hartmann — Größe und Grenzen. Versuch einer marxistischen Selbstverständigung. Würzburg: Königshausen und Neumann, 2004.